# Doris Leader Charge
Doris Leader Charge, née le 4 mai 1930 dans la Réserve indienne de Rosebud et morte le 20 février 2001 à Mission, est une traductrice et éducatrice américaine. Elle enseigne la langue et la culture lakota à l'Université Sainte-Gleska (en) pendant 28 ans et a travaillé sur le film Danse avec les loups, sorti en 1990, en tant que traductrice et dialoguiste, elle apparait également à l'écran dans un rôle mineur.

## Jeunesse et éducation
Doris Leader Charge est née dans la réserve indienne de Rosebud dans le Dakota du Sud. Elle est élevée par sa grand-mère. Elle fréquente l'école élémentaire He Dog, l'école indienne St. Francis et l'école pour filles St. Mary's jusqu'à l'âge de 14 ans,. À 54 ans, elleobtient un diplôme en éducation à l'Université Sainte-Gleska,.

## Carrière
Doris Millard travaille comme aide-soignante, serveuse et cuisinière pour subvenir aux besoins de sa famille. Son fils Gerald "Coco" Millard apparait dans le film La Dernière Chasse, sorti en 1956, quand il était enfant, et elle voyage avec lui et sa fille à Sioux Falls pour la première,.
Plus tard, Doris Leader Charge donne des cours de langue et de culture Lakota Sioux à l'Université Sinte Gleska. Elle prend un congé sabbatique de son travail universitaire pour apparaître à l'écran dans le rôle de "Pretty Shield" dans Danse avec les loups, sorti en 1990,,, et servir de traductrice et de coach de dialogue pour la réalisation du film,,. « Je pensais qu'ils me faisaient marcher », a-t-elle dit plus tard, à propos de son embauche pour le film. « En effet, les sociétés de production viennent tout le temps dans le Dakota du Sud à la recherche de quelqu'un pour traduire le lakota ». Lorsque le film remporte un Oscar du meilleur scénario adapté en 1991, elle se tient aux côtés du scénariste sur scène et traduit son discours en Lakota.
Doris Leader Charge est également créditée en tant que coordinatrice linguistique de la mini-série télévisée Fils de l'étoile du matin (en), sortie en 1991. En 1992, elle fait une tournée nationale de conférences, s'adressant au public sur ses expériences pour apporter une meilleure représentation à l'écran,.

## Vie privée
En 1947, elle épouse son premier mari, Wallace Millard. Ils ont trois enfants et elle est enceinte de leur quatrième lorsque son époux meurt dans un accident de voiture en 1956,. Son deuxième mari est le vétéran de l'Air Force Fred Leader Charge. Ils ont deux autres enfants ensemble. Elle meurt en 2001, à l'âge de 70 ans,. Sa tombe a été déplacée au cimetière national de Black Hills.